# Kapitanovți, Vidin
Kapitanovți (în bulgară Капитановци, în română Căpitănuț) este un sat în comuna Vidin, regiunea Vidin,  Bulgaria. Localitatea a fost locuită compact de românii din Timocul bulgăresc.

## Demografie
Componența etnică a satului Kapitanovți
     Bulgari (95%)
     Romi (2,07%)
     Nicio identificare (2,35%)
     Altele (0,56%)
La recensământul din 2011, populația satului Kapitanovți era de 1.061 locuitori. Din punct de vedere etnic, majoritatea locuitorilor (95%) erau bulgari, cu o minoritate de romi (2,07%). Pentru 2,35% din locuitori nu este cunoscută apartenența etnică.